# Ciupa-Mănciulescu
Ciupa-Mănciulescu – wieś w Rumunii, w okręgu Ardżesz, w gminie Rătești. W 2011 roku liczyła 255 mieszkańców.